# Aulonothroscus satanas
Aulonothroscus satanas là một loài bọ cánh cứng trong họ Throscidae. Loài này được Cobos miêu tả khoa học năm 1972.